# 28948 Disalvo
28948 Disalvo este un asteroid din centura principală de asteroizi.

## Descriere
28948 Disalvo este un asteroid din centura principală de asteroizi. A fost descoperit pe 20 noiembrie 2000 la Socorro, New Mexico, în cadrul proiectului LINEAR. Asteroidul prezintă o orbită caracterizată de o semiaxă mare de 2,54 ua, o excentricitate de 0,08 și o înclinație de 6,9° în raport cu ecliptica.